# بارتولوميو جيمس ستابس
بارتولوميو جيمس ستابس هو نقابي وسياسي أسترالي، ولد في 1872 في بنديجو في أستراليا، وتوفي في 1917. انتخب عضو الجمعية التشريعية لأستراليا الغربية ‏.